# 北竜駅
北竜駅（ほくりゅうえき）は、かつて北海道雨竜郡沼田町北竜にあった日本国有鉄道（国鉄）札沼線の駅（廃駅）である。事務管理コードは▲120214。

## 歴史
- 1931年（昭和6年）10月10日 - 札沼北線石狩沼田 - 中徳富（初代、現在の新十津川）間開通と同時に開業[3]。一般駅[1]。
- 1944年（昭和19年）7月21日 - 太平洋戦争激化に伴い不要不急線として休止[1]。
- 1956年（昭和31年）11月16日 - 雨竜 - 石狩沼田間復活により駅が復活[1]。札沼線が全線復旧。
- 1972年（昭和47年）6月19日 - 札沼線新十津川 - 石狩沼田間廃止に伴い廃駅となる[1]。

## 駅構造
駅舎は札幌に向かって左手の東側に設置され、駅舎前の単式ホーム1面1線と副本線、駅舎横札幌側の貨物ホームへ1本の引込線を有していた。

## 周辺
- 国道275号

## その他
廃止当時、当駅の所在自治体は北竜町ではなく、沼田町であった。北竜地区はもともと北竜村にあったが、1943年（昭和18年）年4月1日、北竜村の北竜地区・恵比島地区を沼田村へ編入し、沼田村北竜・恵比島となった。なお、北竜町の中心市街地（役場所在地）にあった駅は和駅である。

## 隣の駅
日本国有鉄道
札沼線
碧水駅 - 北竜駅 - 五ヶ山駅